# Tell Me It's Not Over
Tell Me It's Not Over è un singolo del gruppo musicale inglese Starsailor, pubblicato nel 2009 ed estratto dall'album All the Plans.

## Tracce
- CD

1. Tell Me It's Not Over
2. In Their World

- Download digitale

1. Tell Me It's Not Over
2. Tell Me It's Not Over (Stuart Price Radio Mix)
3. Tell Me It's Not Over (Thin White Duke Club Mix)